# 삼성 디바
삼성 디바(Samsung Diva, Samsung S7070)는 삼성전자가 2010년에 출시한 휴대 전화이다.

## 같이 보기
- 애니콜 클러치